# Всесвятская церковь (Нижний Новгород)
Це́рковь Всех Святы́х (Всесвя́тская, или Петропа́вловская) — православный храм в Нижнем Новгороде, бывшая городская кладбищенская церковь. Построен в 1781—1785 годы. В настоящее время расположен в парке Кулибина (на бывшем Петропавловском кладбище).

## История

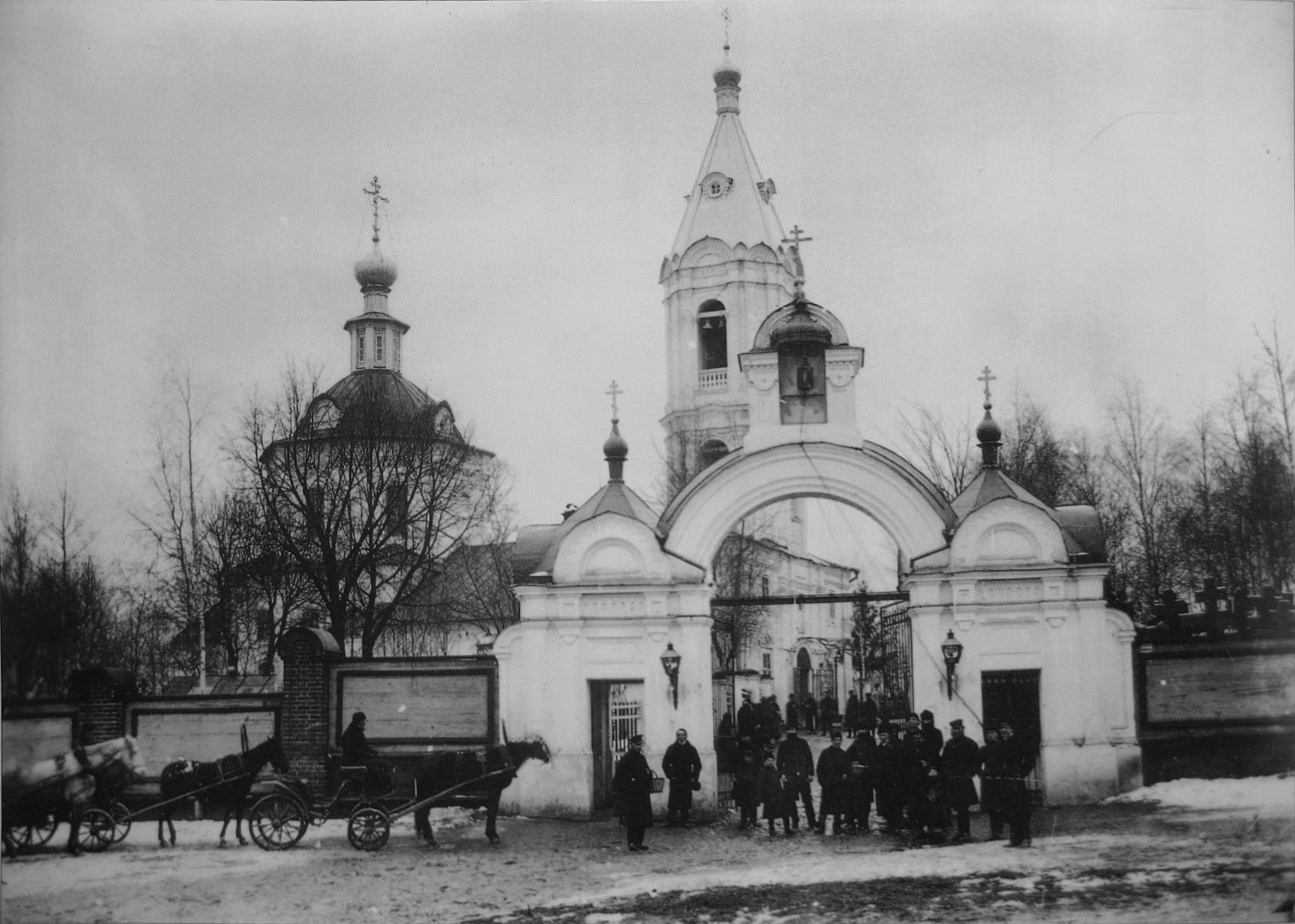
Петропавловское кладбище, начало XX века

Петропавловская церковь была первой кладбищенской церковью в истории Нижнего Новгорода. Приступая к коренному переустройству городов России на регулярной основе, Комиссия о каменном строении Санкт-Петербурга и Москвы в 1763 г. встретилась с почти неодолимыми трудностями — погостами возле приходских церквей. Прокладка по ним улиц, естественно, вызывала негодование жителей.
Предписание Сената от 17 ноября 1771 г.:
«чтобъ по городамъ при церквахъ никого не хоронили, а отвѣли бы для того особыя кладбища за городомъ на выгонныхъ земляхъ»
В 1775 году в Нижнем Новгороде в полуверсте за Варварской решёткой отвели для общегородского кладбища свободное место, поставили часовню и обнесли оградой.
В 1781 году вчерне было отстроено здание Петропавловской церкви по проекту первого губернского архитектора Якова Ананьина, но в честь Петра и Павла главный престол был освящён лишь в 1785 г.
В советское время (60-е годы XX века) в здании церкви находился кинотеатр «Пионер». Возвращена верующим в 1990-е годы.

## Название
Как большинство кладбищенских церквей, её называли также Всесвятской, а по главному престолу — Петропавловской.

## Архитектура
Здание бесстолпное, со световым барочных форм восьмериком на четверике, трапезной и трёхъярусной шатровой колокольней над западным входом (типа «корабль»). Колокольня уничтожена в советское время; на её месте в 2014 году была построена новая, двухъярусная и с куполообразной крышей. Барочные оконные наличники вытесаны из кирпича. Церковь является единственным сохранившимся в Нижнем Новгороде памятником русского барокко второй половины XVIII века.

Фотографии
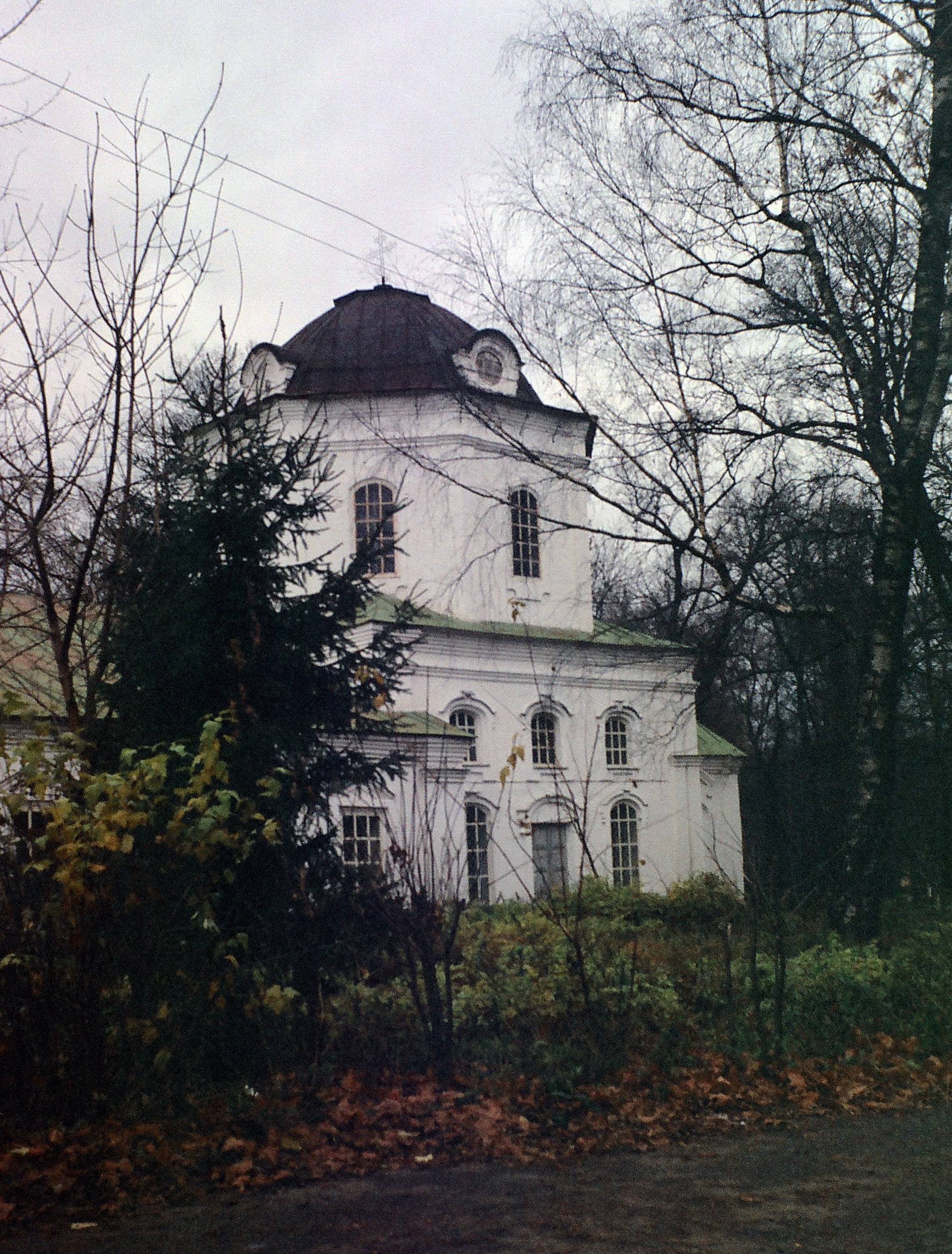
Всесвятская церковь в начале 2000-х годов
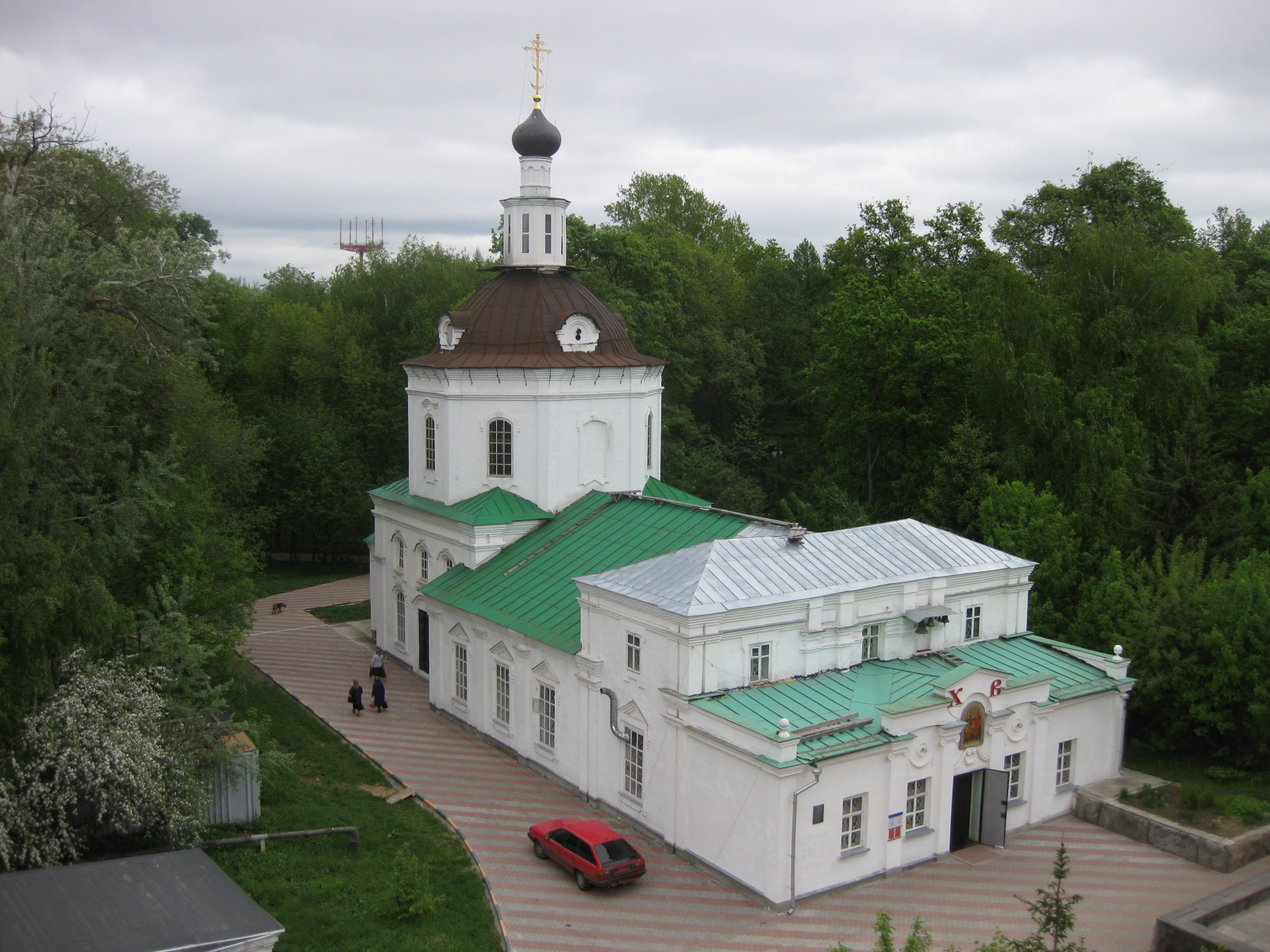
Общий вид церкви до восстановления колокольни (2009)
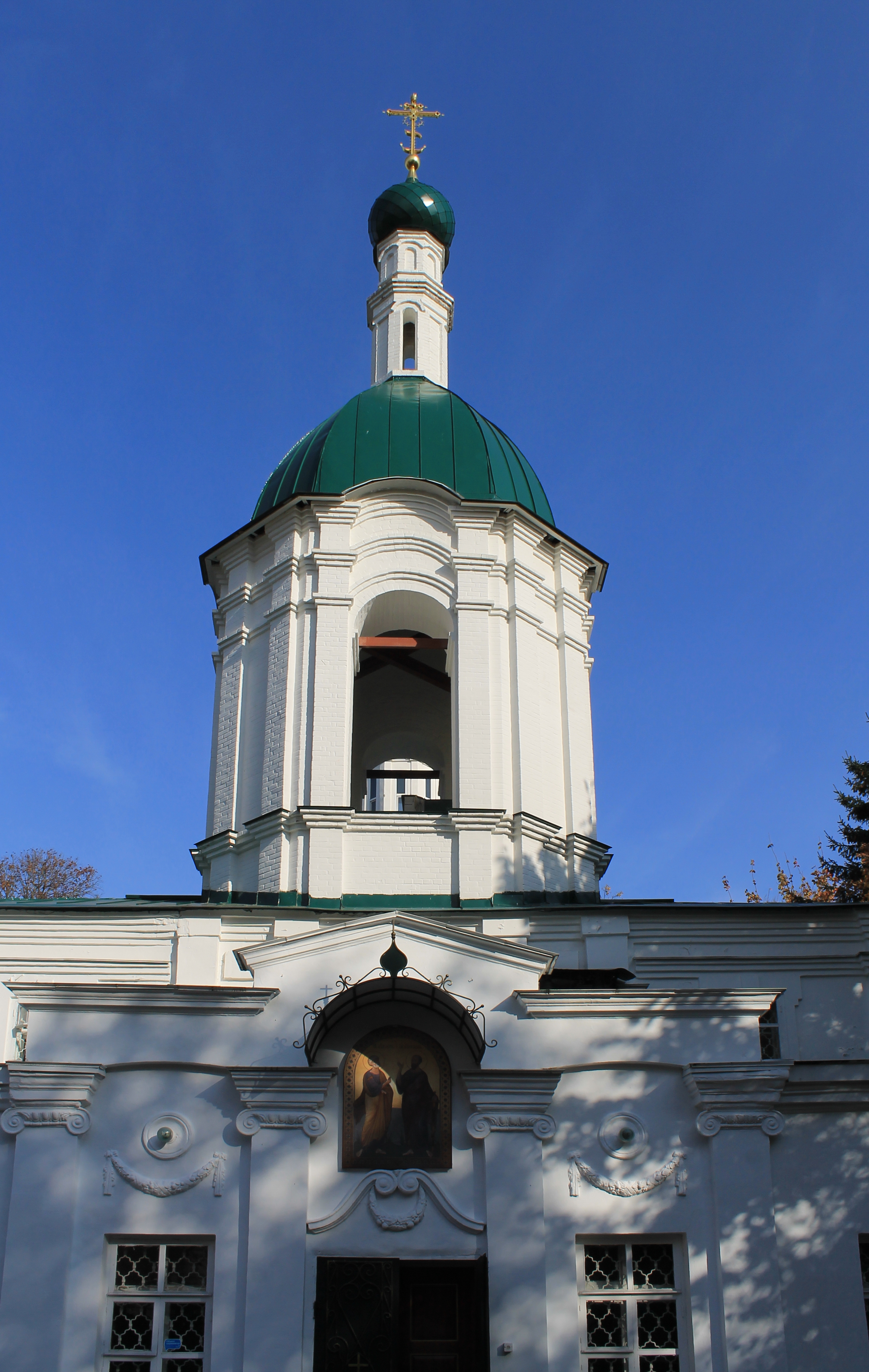
Колокольня

## Духовенство
- Настоятель храма — протоиерей Михаил Поройков
- протоиерей Виктор Ильичев
- протоиерей Александр Крушев
- диакон Максим Диев[2]